# Carin Nilsson
Carin Maria Nilsson, po mężu Lommerin (ur. 10 grudnia 1904 w Sztokholmie, zm. 20 grudnia 1999 w Branchville) – szwedzka pływaczka z pierwszej połowy XX wieku, medalistka igrzysk olimpijskich.
Podczas VII Letnich Igrzysk Olimpijskich w Antwerpii w 1920 roku, piętnastoletnia Nilsson wystartowała w trzech konkurencjach pływackich. W wyścigu na 100 metrów stylem dowolnym z nieznanym czasem zajęła szóste miejsce w drugim wyścigu eliminacyjnym, co wyeliminowało ją z dalszej rywalizacji. W wyścigu na 300 metrów stylem dowolnym z czasem 5:07,0 zajęła trzecie miejsce w pierwszym wyścigu eliminacyjnym. Nilsson uzyskała drugi czas wśród zawodniczek z trzecich miejsc, co  nie pozwoliło jej awansować do finału. W kobiecej sztafecie 4 × 100 m stylem dowolnym wystartowały jedynie trzy ekipy. Szwedki z Nilsson na trzeciej zmianie zajęły trzecie miejsce
Nilsson reprezentowała klub Stockholms KK.